# Universidade de Ciência e Tecnologia AGH
A AGH Universidade de Ciência e de Tecnologia (em polonês: Akademia Górniczo-Hutnicza im. Stanisława Staszica) é a segunda maior universidade da Polônia, localizada na Cracóvia. Foi fundada em 1919, com o nome inicial de Universidade de Mineração e Metalurgia.  

## História
No dia 31 de maio de 1913 Francisco José I da Áustria confirmou o establecimento de uma escola do ensino superior da indústria mineira em Cracóvia, mas a eclosão da Primeira Guerra Mundial atrasou o processo da criação da universidade. No dia 8 de abril de 1919 foi establecida a AGH Universidade de Ciência e de Tecnologia onde, em outubro no mesmo ano, foram matricularizados oitenta estudantes. No ano 1922 criou-se a Faculdade da Metalurgia. Entre os anos 1919 e 1939 foram licenciados 797 engenheiros da indústria mineira e metalurgia. 
No ínicio da Segunda Guerra Mundial, durante a operação Sonderaktion Krakau, 22 professores e docentes académicos foram presos por nazistas e levados para o campo de concentração de Sachsenhausen. O edifício principal da AGH foi usado pelo governo alemão. No entanto, a parte da Universidade tornou-se o centro do ensino clandestino, o que ajudou conservar as estruturas académicas para a AGH futura.
Depois da guerra um grupo dos professores, trabalhadores e estudantes recuperou o edifício principal arruinado e mais que 500 estudantes começaram a participar nos cursos. Em 1946 abriram-se as novas faculdades: da Geologia e da Fundição.
Durante a época do estalinismo, até o ano 1956, a Universidade gozava da certa liberdade. Depois a autonomia e as eleções foram suspendidas para dez anos. No ano 1969 a universidade foi nomeada de Stanisław Staszic.
Ao longo de 80 anos de funcionamento da Universidade 73 085 estudantes foram graduados com o título de engenheiro ou mestrado. Os investigadores da Universidade publicaram quase 60 000 livros e artigos.

## Faculdades
Atualmente na Universidade há 16 faculdades:
Faculdade da Exploração Mineira e Geoengenheria 
Faculdade da Engenharia do Metal e da Informática Industrial 
Faculdade da Eletrotécnica, Engenharia de Automação, Informática e Engenharia Biomédica
Faculdade da Informática, Eletrotécnica e Telecomunicação
Faculdade da Engenharia Mécanica e Robótica
Faculdade da Geologia, Geofísica e Proteção do Ambiente
Faculdade da Geodesia Mineira e Engenharia do Ambiente
Faculdade da Engenharia dos Materias e Cerámica
Faculdade da Fundição 
Faculdade dos Metais Não Ferrosos 
Faculdade da Perfuração, Petróleo e Gás
Faculdade da Gestão
Faculdade da Indústria Energética e Petróleo
Faculdade da Física e Informática Aplicada
Faculadade da Matemática Aplicada
Faculdade das Ciências Humanas

## Ligações Externas
Website de AGH
Perfil na platforma Study in Poland
Faculdade da Exploração Mineira e Geoengenheria
Faculdade da Engenharia do Metal e da Informática Industrial
Faculdade da Eletrotécnica, Engenharia de Automação, Informática e Engenharia Biomédica
Faculdade da Informática, Eletrotécnica e Telecomunicação
Faculdade da Engenharia Mécanica e Robótica
Faculdade da Geologia, Geofísica e Proteção do Ambiente
Faculdade da Geodesia Mineira e Engenharia Ambiental
Faculdade da Engenharia dos Materias e Cerámica
Faculdade da Fundição
Faculdade dos Metais Não Ferrosos
Faculdade da Perfuração, Petróleo e Gás
Faculdade da Gestão
Faculdade da Indústria Energética e Petrólea
Faculdade da Física e Informática Aplicada
Faculadade da Matemática Aplicada
Faculdade das Ciências Humanas